# Cuiabá
Cuiabá ([kujaˈba]IPA) je hlavní město brazilského spolkového státu Mato Grosso. V roce 2016 mělo 585 367 obyvatel. Založili ho zlatokopové roku 1717, v roce 1818 dostalo městská práva. Leží poblíž geografického středu Jižní Ameriky na 15°35' jižní šířky a 56°05' západní délky na východním břehu řeky Rio Cuiabá. Město se vyznačuje vysokými teplotami, běžně překračujícími 40 °C. Nachází se v něm univerzita a stadion Arena Pantanal, který hostil některé zápasy mistrovství světa ve fotbale 2014.
Spojení města s ostatními oblastmi Brazílie a několika cíli v zahraničí zajišťuje mezinárodní letiště.

## Galerie

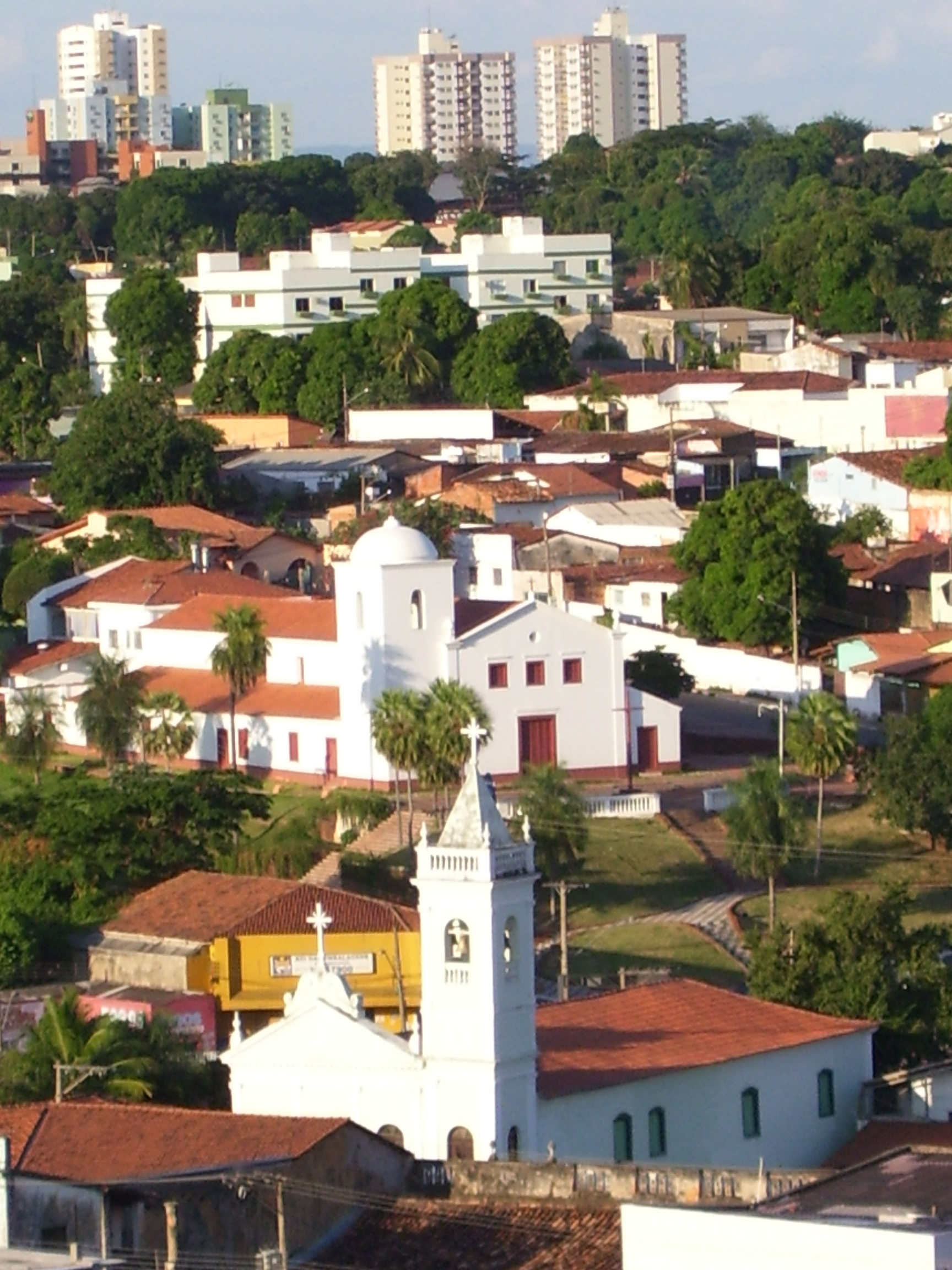
Pohled na střed města Cuiabá